# إدوارد فيرمولين
إدوارد فيرمولين هو مصمم أزياء بلجيكي، ولد في 4 مارس 1957.